# Isla Maher
La isla Maher es pequeña y en forma de herradura con numerosas áreas rocosas expuestas. Se extiende 13 km (7 millas náuticas) al norte del extremo noroeste de la isla Siple, frente a las costas de Tierra de Marie Byrd. La isla Maher no está reclamada por ningún país.

## Historia
Descubierta y fotografiada desde un avión de la Operación Highjump de la Marina de los Estados Unidos, 1946-47. Nombrada por la Comité Consultivo sobre Nombres Antárticos (US-ACAN) por el Comandante Eugenio Maher, Armada de los Estados Unidos, comandante del USS Glacier durante la Operación Deep Freeze, 1955-1956. Otras versiones relatan que la isla fue nombrada en 1868 por el Comandante del HMS Bingham, RN, antes en el HMS Virago por el subteniente Herbert Walter Maher a bordo Virago. Mientras que el nombre de Maher no aparece en las listas de la armada para Virago de 1868 aparece en los últimos años, lo que indica que podría haber sido solo un guardiamarina en 1868, que estaba en Virago en 1868, lo que se demuestra en los tiempos de Puerto Denison del 21 de noviembre de 1868 en el que se informa de un partido de cricket entre un lado de Bowen y un equipo de Virago en el que jugó Maher.

## Características geográficas
La isla es una de las tres más cercanas consideradas al Polo de inaccesibilidad del Pacífico.